# Melanerpes
Melanerpes – rodzaj ptaków z podrodziny dzięciołów (Picinae) w rodzinie dzięciołowatych (Picidae).

## Zasięg występowania
Rodzaj obejmuje gatunki występujące w Ameryce.

## Morfologia
Długość ciała 16–32 cm; masa ciała 29–138 g.

## Systematyka

### Etymologia
- Melanerpes: gr. μελας melas, μελανος melanos „czarny”; ἑρπης herpēs „pełzacz”, od ἑρπω herpō „pełzać”[12].
- Centurus: gr. κεντρον kentron „kolec”; ουρα oura „ogon”[12]. Gatunek typowy: Picus carolinus Linnaeus, 1758.
- Leuconerpes: gr. λευκον leukon „biały”; ἑρπης herpēs „pełzacz”, od ἑρπω herpō „pełzać”[12]. Gatunek typowy: Picus candidus Otto, 1796.
- Tripsurus: gr. τριψις tripsis „tarcie”, od τριβω tribō „pocierać”; ουρα oura „ogon”[12]. Gatunek typowy: Picus flavifrons Vieillot, 1818.
- Linneopicus: Karol Linneusz (1707–1778), szwedzki botanik, przyrodnik, lekarz, ojciec nomenklatury binominalnej; łac. picus woodpecker „dzięcioł”[12]. Gatunek typowy: Picus herminieri Lesson, 1830.
- Trichopicus: gr. θριξ thrix, τριχος trikhos „włosy”; późnogr. πικος pikos „dzięcioł”, od łac. picus „dzięcioł”[12]. Gatunek typowy: Picus cactorum d’Orbigny, 1839.
- Cactocraugus: rodzaj Cactus Linnaeus, 1753 (kaktus), od łac. cactus „kolczasta roślina”, od gr. κακτος kaktos „kolczasta roślina” o niepewnej identyfikacji; κραυγος kraugos „dzięcioł”[12]. Nowa nazwa dla Trichopicus Bonaparte, 1854 ze względu na puryzm.
- Asyndesmus: gr. negatywny przedrostek α- a-; συν sun „razem”; δεσμος desmos „więź”[12]. Gatunek typowy: Picus torquatus Wilson, 1811 (= Picus lewis G.R. Gray, 1849).
- Balanosphyra: gr. βαλανος balanos „żołądź”; σφυρα sphura, σφυρας sphuras „młotek”[12]. Gatunek typowy: Picus formicivorus Swainson, 1827.
- Chryserpes: gr. χρυσος khrusos „złoto”; ἑρπης herpēs „pełzacz”, od ἑρπω herpō „pełzać”[12]. Gatunek typowy: Picus striatus Statius Müller, 1776.

### Podział systematyczny
Do rodzaju należą następujące gatunki:

- Melanerpes striatus (Statius Müller, 1776) – dzięciur płowy
- Melanerpes formicivorus (Swainson, 1827) – dzięciur żołędziowy
- Melanerpes candidus (Otto, 1796) – dzięciur biały
- Melanerpes cactorum (d’Orbigny, 1841) – dzięciur białoczelny
- Melanerpes lewis (G.R. Gray, 1849) – dzięciur różowobrzuchy
- Melanerpes erythrocephalus (Linnaeus, 1758) – dzięciur krasnogłowy
- Melanerpes herminieri (Lesson, 1830) – dzięciur ciemny
- Melanerpes portoricensis (Daudin, 1803) – dzięciur czerwonogardły
- Melanerpes cruentatus (Boddaert, 1783) – dzięciur czarnoszyi
- Melanerpes hypopolius (Wagler, 1829) – dzięciur łzawy
- Melanerpes flavifrons (Vieillot, 1818) – dzięciur żółtoczelny
- Melanerpes chrysauchen Salvin, 1870 – dzięciur żółtokarkowy
- Melanerpes pulcher P.L. Sclater, 1870 – dzięciur żółtogłowy – takson wyodrębniony ostatnio z M. chrysauchen[14]
- Melanerpes pucherani (Malherbe, 1849) – dzięciur pstry
- Melanerpes pygmaeus (Ridgway, 1885) – dzięciur jukatański
- Melanerpes chrysogenys (Vigors, 1839) – dzięciur złotolicy
- Melanerpes rubricapillus (Cabanis, 1862) – dzięciur czerwonołbisty
- Melanerpes hoffmannii (Cabanis, 1862) – dzięciur płomiennogłowy
- Melanerpes uropygialis (S.F. Baird, 1854) – dzięciur kaktusowy
- Melanerpes radiolatus (Wagler, 1827) – dzięciur białolicy
- Melanerpes superciliaris (Temminck, 1827) – dzięciur antylski
- Melanerpes carolinus (Linnaeus, 1758) – dzięciur czerwonobrzuchy
- Melanerpes aurifrons (Wagler, 1829) – dzięciur złotoczelny